# Mauritiobrium
Mauritiobrium is een kevergeslacht uit de familie van de boktorren (Cerambycidae). De wetenschappelijke naam van het geslacht werd voor het eerst geldig gepubliceerd in 1961 door Vinson.

## Soorten
Mauritiobrium is monotypisch en omvat slechts de volgende soort:
- Mauritiobrium undulatum (Pic, 1935)